# Donga (Nigeria)
Donga è una città della Repubblica Federale della Nigeria appartenente allo Stato di Taraba.
È il capoluogo dell'omonima area a governo locale (local government area) che si estende su una superficie di 3.121 km² e conta una popolazione di 134.111 abitanti.